# Сломшек, Антоний Мартин
 Анто́ний Ма́ртин Сло́мшек  (словен. Anton Martin Slomšek, 26.11.1800 г., Слом, Австро-Венгрия — 24.09.1862 г., Марибор, Австро-Венгрия) — блаженный Римско-Католической Церкви, епископ Лаванта, экуменический и общественный деятель Словении, инициатор возрождения и более широкого употребления словенского языка в общественной жизни Австро-Венгрии.

## Биография
После окончания гимназии в 1821 году поступил в Духовную семинарию, где организовал курсы словенского языка для семинаристов. 8 сентября 1824 года был рукоположён в священника. С 1829 года служил духовным отцом в семинарии города Клагенфурт, Австрия. С 1838 года исполнял обязанности настоятеля в городе Вузеницы, с 1844 года его назначили каноником кафедрального собора в городе Санкт-Андре (Каринтия). 5 июля 1846 года был рукоположён в епископа диоцеза Лавант. С 1859 года был назначен ординарием города Марибор. В 1851 году организовал братство святых Кирилла и Мефодия, целью которого стала экуменическая деятельность. Это братство было утверждено римским папой Пием IX.

В 1859 году договорился со Святым Престолом об изменении границ епархий Марбурга (Марибор) и Граца, в результате чего около 200 тысяч словенцев перешли под его попечение. Антоний Мартин Сломшек перевёл кафедру епархии из Санкт-Андре в Марибор. В 1859 году основал в Мариборе духовную семинарию и богословский колледж, который впоследствии был преобразован в Мариборский университет.

## Общественная и литературная деятельность
Будучи духовником в семинарии начал свою литературную, научную и общественную деятельность. Особое внимание в своей общественной деятельности уделял развитию и возрождению словенского языка, внедряя его употребление в начальных и средних школах. Впервые перевёл и опубликовал церковный требник на словенском языке. В 1846 году начал издавать на словенском языке ежегодник Drobtinice, в котором публиковал свои переводы поэтических и других литературных произведений с немецкого языка. В 1851 году основал издательство Mohorjeva Družba, которое выпускало на словенском языке печатные издания для детей и молодёжи. Активная литературная, культурная и общественная деятельность епископа Антония Мартина Сломшека повлияла на возрождение словенской культуры и формирование литературного словенского языка, что сохранило словенский народ от дальнейшей германизации.
Опубликовал собранные им народные словенские песни в сборнике «Песни, собранные в Каринтии и Штирии», духовные проповеди, собранные в книге «Духовная пища евангельского учения».

## Прославление
19 сентября 1999 года Антоний Мартин Сломшек был причислен к лику блаженных римским папой Иоанном Павлом II.
День памяти — 24 сентября. Похоронен в соборе Святого Иоанна Крестителя в Мариборе.

## Источник
- L’Osservatore Romano, № 11 (217), 1999, ISSN 1122-7249
- Католическая Энциклопедия, т.1, изд. Францисканцев, М., 2002, стр. 295, ISBN 5-89208-037-4